# Kamilavka
Kamilavka (gr kαμιλαυκα ili kamilavkion (καμιλαυκιον), kalimavkion (καλυμμαύχιον) ili kalimafi (καλιμαυι)) dio je svećeničke odjeće u Pravoslavnoj crkvi.
Kamilavku bijele boje (panakamilavku) smiju nositi samo poglavari pomjesne, autokefalne Crkve, dok episkopi nose kamilavke crne boje.